# Spoorlijn Kalhausen - Sarralbe
De Spoorlijn Kalhausen - Sarralbe is een Franse spoorlijn van Kalhausen naar Sarralbe. De lijn is 8,0 km lang en heeft als lijnnummer 169 000.

## Geschiedenis
De lijn werd geopend door de Reichseisenbahnen in Elsaß-Lothringen op 1 mei 1895. Sinds 22 december 2018 is er geen reizigersvervoer meer op de lijn en wordt deze alleen nog maar gebruikt voor goederen. 

## Aansluitingen
In de volgende plaatsen is of was er een aansluiting op de volgende spoorlijnen:
Kalhausen
RFN 161 000, spoorlijn tussen Mommenheim en Sarreguemines
RFN 169 306, raccordement van Kalhausen
Sarralbe
RFN 097 000, spoorlijn tussen Champigneulles en Sarralbe
RFN 168 000, spoorlijn tussen Berthelming en Sarreguemines